# Alocer

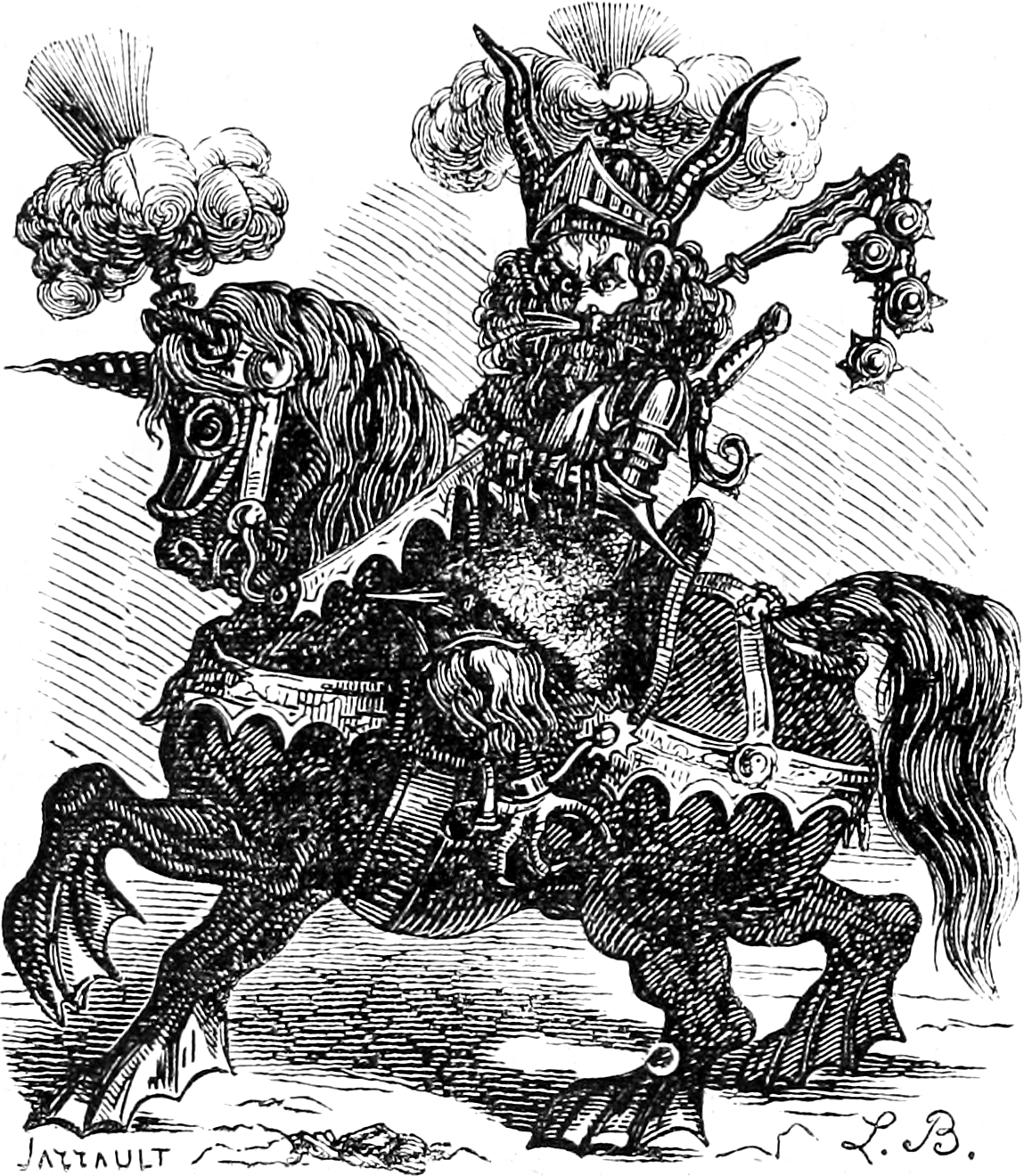
Alocer

Alocer (auch: Allocen, Allocer, Alloces, Alloien oder Alocas) ist ein Großherzog der Unterwelt, der die Geheimnisse der Astronomie und der Freien Künste lehrt. Er wird als Ritter mit glühenden Augen auf einem Pferd dargestellt und hat 36 Legionen unter seinem Befehl. (Quelle: Die Kinder Lucifers)
In der Ars Goetia wird er als Herzog der unhimmlischen Engel, der die Astronomie und allgemeine Wissenschaften lehrt beschrieben.
Nach der Demonolatry-Liste ist er ein großer Herzog der Hölle und einer der 72 Geister des Solomon.